# Restio pulvinatus
Restio pulvinatus är en gräsväxtart som beskrevs av Esterh. Restio pulvinatus ingår i släktet Restio och familjen Restionaceae. Inga underarter finns listade i Catalogue of Life.